# Jefferson Peres
José Jefferson Carpinteiro Peres (Manaos, 18 de marzo de 1932 - Manaos, 23 de mayo de 2008) fue un abogado y político brasileño, afiliado al Partido Democrático Trabalhista. Fue senador por dos periodos legislativos del estado de Amazonas.
Estudió Derecho en la Universidad Federal del Amazonas y Administración en la Fundación Getúlio Vargas. Antes de comenzar su labor política, hacía clases de economía en la Universidad Federal del Amazonas. Participó, en los años 1950, de la campaña O Petróleo É Nosso ("El Petróleo es Nuestro") y, en 1988, fue elegido como concejal en Manaos, cargo para el cual fue reelecto para un segundo mandato, cumplido hasta 1995, cuando asumió como senador. Fue presidente del Senado Federal en 2001. Fue candidato a vicepresidente en las elecciones presidenciales del 2006 en la candidatura de Cristovam Buarque. 
En los círculos políticos, Peres era considerado como un ejemplo de ética por su lucha contra la corrupción en los organismos públicos. En 2007, el senador redactó un informe con el que se inició un juicio para el desafuero del presidente del Senado, Renan Calheiros, por el supuesto uso ilegal de testaferros en empresas de comunicación. 
Jefferson Peres había anunciado que luego de cumplir su segundo mandato senatorial, abandonaría la vida política, pero acabó falleciendo el 23 de mayo de 2008, víctima de un ataque cardíaco mientras pasaba el feriado de Corpus Christi en Manaos con su familia.